# Senecio grandiflorus
Senecio grandiflorus là một loài thực vật có hoa trong họ Cúc. Loài này được Meyen miêu tả khoa học đầu tiên.